# Список аэропортов Гренады
Список аэропортов Гренады.

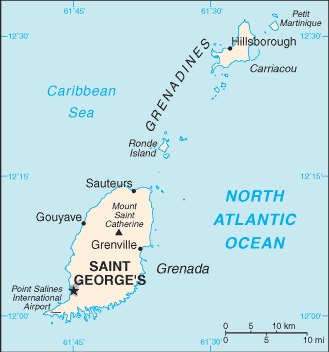
Карта Гренады

Гренада - островное государство в юго-восточной части Карибского моря. Он состоит из острова Гренада и более мелких островов на южной оконечности Гренадин, включая Карриаку, Малый Мартиник, острова Ронде, Кайлле, Даймонд, Лардж, Салине и Фрегат. Главный остров Гренада разделен на шесть приходов. Столица - Сент-Джорджес. Гренада расположена к северо-западу от Тринидада и Тобаго, к северо-востоку от Венесуэлы и к юго-западу от Сент-Винсента и Гренадин.

## Список
Жирным шрифтом выделены международные аэропорты.
| Город         | Приход        | Остров   | Код ИКАО | Код ИАТА | Название                                   | Координаты                       |
| ------------- | ------------- | -------- | -------- | -------- | ------------------------------------------ | -------------------------------- |
| Сент-Джорджес | Сент-Джорджес | Гренада  | TGPY     | GND      | Международный аэропорт имени Мориса Бишопа | 12°00′15″ с. ш. 061°47′10″ з. д. |
| Грэнвилль     | Сент-Андру    | Гренада  | TGPG     |          | Перлс                                      | 12°08′37″ с. ш. 061°37′00″ з. д. |
| Хиллсборо     |               | Карриаку | TGPZ     | CRU      | Лористон                                   | 12°28′37″ с. ш. 061°28′20″ з. д. |